# Method Man
Method Man, nome artístico de Clifford Smith, Jr.,  (Long Island, Nova York, 2 de Março de 1971) é um rapper, ator e produtor musical americano. Method é membro do grupo Wu-Tang Clan e apareceu em filmes e séries como CSI, How High, The Wire, Garden State, Soul Plane e Luke Cage e em jogos como Def Jam: Fight for NY, entre outros.

## Biografia
Method Man nasceu em Long Island, mas durante a adolescência mudou-se para Staten Island, porque os pais dele se divorciaram. Na carreira de hip-hop ganhou alcunhas como "Meth" ou "Johnny Blaze."
Method Man não é só fascinado pela música mas também é fascinado por história em quadrinhos.
Method Man é membro do mais que famoso colectivo Wu-Tang Clan. Em termos individuais assinou um contrato com a Def Jam em 1994, pela qual lançou nesse mesmo ano o seu primeiro álbum a solo, Tical. O seu segundo álbum de originais é lançado para o mercado apenas em 1998 com o título Tical 2000: Judgement Day. Após um longo período de ausência em álbuns a solo, continuando no entanto a participar nos álbuns dos Wu-Tang, sai em 2004 Tical 0: The Prequel o seu terceiro álbum de originais. Deste álbum extraiu-se um grande tema feito em colaboração com Busta Rhymes, »What's Hapennin'»Clifford Smith conta também com a participação em filmes como «Belly» ou «Scary Movie 3», e entre outros...

## Discografia

### Álbuns solo
- 1994 - Tical
- 1998 - Tical 2000: Judgement Day
- 2004 - Tical 0: The Prequel
- 2006 - 4:21...The Day After
- 2010 - Crystal Method

### Com Redman
- 1999 - Blackout!
- 2001 - How High Soundtrack
- 2009 - Blackout! 2

### Singles
- 1994 - "Bring the Pain"
- 1995 - "The Riddler"
- 1995 - "You're All I Need to Get By/I'll Be There For You"
- 1995 - "Release Yo Delf"
- 1997 - "How High"
- 1998 - "Judgement Day"
- 1999 - "Break Ups 2 Make Ups"
- 1999 - "Tear It Off"
- 2000 - "'Y.O.U."
- 2000 - "Da Rockwilder"
- 2001 - "Part II"
- 2004 - "Say What" (feat. Missy Elliott & P. Diddy)
- 2004 - "What's Happenin'"
- 2004 - "Rodeo"
- 2004 - "The Show"
- 2006 - "Say
- 2007 - "New York New York"

## Videografia
| Ano  | Música                | Álbum                     | Diretor       | Artistas participantes |
| ---- | --------------------- | ------------------------- | ------------- | ---------------------- |
| 1994 | All I Need            | Tical                     | Diane Martel  | Mary J. Blige          |
| 1994 | Bring Da Pain         | Tical                     | Diane Martel  | Booster                |
| 1994 | Release Yo Delf       | Tical                     | Steve Carr    | Blu Raspberry          |
| 1998 | Judgement Day         | Tical 2000: Judgement Day | Seb Janiak    | RZA (No Lyrics)        |
| 1998 | Break Ups To Make Ups | Tical 2000: Judgement Day | Hype Williams | D'Angelo               |
| 1999 | Da Rockwilder         | Blackout!                 | ?????         | Redman                 |
| 1999 | Y.O.U.                | Blackout!                 | ?????         | Redman                 |
| 1999 | Tear It Off           | Blackout!                 | Diane Martel  | Redman                 |
| 2004 | What's Happening      | Tical 0: The Prequel      | Diane Martel  | Busta Rhymes           |
| 2004 | The Show/The Prequel  | Tical 0: The Prequel      | Method Man    | Streetlife in Prequel  |

## Filmografia
| Ano  | Filme                | Personagens                      |
| ---- | -------------------- | -------------------------------- |
| 2018 | Peppermint           | Barker                           |
| 2016 | Luke Cage            | ele mesmo                        |
| 2014 | The Cobbler          | Leon Ludlow                      |
| 2011 | The Heart Specialist |                                  |
| 2008 | Meet the Spartans    | Emissário Persa                  |
| 2008 | The Wackness         | Percy                            |
| 2007 | Hood of Horror       |                                  |
| 2005 | Venom                | Deputy Turner                    |
| 2004 | Soul Plane           | Muggsy                           |
| 2004 | Garden State         | Titembe                          |
| 2004 | My Baby's Daddy      | No Good                          |
| 2003 | Volcano High         | Voice of Mr.Ma in MTV Englis Dub |
| 2001 | How High             | Silas P. Silas                   |
| 2000 | Boricua's Bond       |                                  |
| 1999 | Black and white      | ele mesmo                        |
| 1998 | Belly                | Shameek                          |
| 1996 | The Great White Hype | ele mesmo                        |
| 1995 | Cop Land             | Shondel                          |
| 1997 | One Eight Seven      | Dennis Broadway                  |